# 徐君禮
徐君禮（英語：Marco Chui Kwan Lai；1986年4月13日—），是前香港賽馬會所屬自由身騎師，早期曾跟隨練馬師霍利時學藝，後期轉跟練馬師告東尼學藝。徐君禮曾在澳洲延續兩年騎師生涯，後轉任香港賽馬會所屬蘇保羅馬房助理練馬師（從化馬場）。蘇保羅散倉後轉任香港賽馬會所屬姚本輝馬房助理練馬師（從化馬場），再轉任游達榮馬房助理練馬師（從化馬場），活躍於從化馬場為馬匹進行試閘。

## 經歷
於香港獲發騎師牌照前，於澳洲跟隨隸屬練馬師Trevor Hardy訓練。徐君禮在澳洲策騎170場賽事取得11場頭勝出。2005年11月，獲發見習騎師牌照，并獲派隸屬練馬師霍利時馬房學藝。2005年11月20日首次在香港出賽，在第三場策騎文家良馬房的「神龍奏凱」，結果取得第十名。2006年4月23日取得在香港的首場勝利，策騎告東尼馬房的「糖果精英」勝出第二班賽事。徐君禮在2005-06年馬季取得9冠10亞7季的佳績。2006年-07年繼續效力霍利時馬房獲得24冠19亞21季，成績有所進步，但是冠軍見習騎師仍是是由王志偉取得。
2007年9月，霍利時表示徐君禮多次沒有返回馬房值勤，並表示不想徐君禮為其馬房效力。徐君禮被馬會罰停賽三個賽馬日。香港賽馬會隨即安排新的練馬師接收徐君禮，當時有不少練馬師提出申請。9月18日馬會決定安排徐君禮到告東尼馬房受訓，原因是徐君禮勝出的賽事約一半為告東尼馬房所訓練。
2008年3月16日在香港打吡大賽策騎大將風範，首次角逐香港一級賽，在被看淡的情況下，後上追回一席第六。季尾以34冠32亞50季，在見習騎師排行第一，獲得冠軍人馬獎中的最佳見習騎師獎。
2008年10月1日憑策騎告東尼馬房的「天生我財」贏得第70場頭馬，成為馬會自由身騎師。但其後成績一般，此外新晉見習騎師蔡明紹加盟告東尼馬房，搶了他不少基本座騎。影響了畢業後的成績。2009年5月13日被驗出體內有氯胺酮，6月被罰停賽半年，徐君禮表示自由沒有吸毒，只是由不明來歷接觸毒品。停賽由5月19日開始，直到11月19日為止。
後來獲馬會放寬停賽期限，批准他在11月18日復賽，11月22日策騎精玲大師取得復出後第一場勝利。在2010年1月20日賽後隨機驗尿驗出有遺禁品，1月25日被馬會勒令立即禁賽，1月27日賽事所有座騎需要易配。事後徐君禮在網站Facebook留言「My career is finished（我的事業已結束）」，並將個人照片更改為十字架照片，之後將facebook個人帳戶刪除。後來另一個在法國化驗的樣本亦陽性反應，再次驗出氯胺酮，今次被罰一年，到2011年1月25日方可復賽，是香港賽馬史上首位兩次驗出體內有毒品的騎師。在復出至第二度停牌期間取得五場勝利，於徐君禮被罰停賽前，成績較自由身騎師的賴維銘、王志偉及薛順強為好。5月香港賽馬會公佈2010-2011年馬季發牌騎師名單，徐君禮仍在名單之內，但需要向馬會解釋為何要復牌。
其後不能續於港牌，決定在澳洲繼續騎師生涯，首先完成當地一個關於毒品的課程後，並以西澳洲為基地發展。2011年6月至2013年6年合共取得56場頭馬，多於城鎮馬場奪得，徐君禮於2012年1月18日墮馬腳眼骨折，休養5個月後復出，於2013年2月20日取得一日四捷。
2014年1月7日徐君禮奪得發澳門騎師牌照。2014年1月17日澳門賽馬會於沒有原因下撤銷其騎師牌照。
2016年徐君禮由西澳洲轉往紐西蘭策騎，並於2017年躍升為助理練馬師。
2017年8月徐君禮回流香港擔任蘇保羅馬房騎馬人。 
2021年6月，馬會公佈2021/2022年度起徐君禮獲擢升為蘇保羅馬房助理練馬師（從化馬場）。蘇保羅散倉後轉任香港賽馬會所屬姚本輝馬房助理練馬師（從化馬場）。
2024/2025年度馬季起，徐君禮轉任游達榮馬房助理練馬師（從化馬場）。

## 主要策騎馬匹
截前目前為止，徐君禮未曾於分級賽勝出，但在10月5日憑友利多於沙田短途錦標取得亞軍。
- 牛精財星（1班賽勝利）
- 加州顛峯（曾出爭一月盃）
- 奧運歡騰（2007-08年馬季3勝）
- 好開心（1班賽勝利）
- 駿綵（1班賽勝利）

## 成就
- 香港冠軍見習騎師 - (1) - (2007-2008年度馬季)

## 在港策騎成績
| 年度      | 冠 | 亞 | 季  | 殿  | 第五 | 出賽次數 | 所贏獎金（港元） | 備註                         |
| --------- | -- | -- | --- | --- | ---- | -------- | ---------------- | ---------------------------- |
| 2005-2006 | 9  | 10 | 7   | 9   | 15   | 147      | $                | 策騎首季                     |
| 2006-2007 | 24 | 36 | 29  | 44  | 29   | 417      | $                | 第2季                        |
| 2007-2008 | 34 | 32 | 50  | 28  | 43   | 492      | $                | 第3季 (香港冠軍見習騎師得主) |
| 2008-2009 | 11 | 15 | 14  | 19  | 19   | 264      | $                | 第4季                        |
| 2009-2010 | 5  | 1  | 4   | 7   | 3    | 96       | $                | 第5季                        |
| 總計      | 83 | 94 | 104 | 107 | 109  | 1416     |                  |                              |

## 在港策騎資料
|                      | 日期           | 賽事                              | 場地 | 馬場     | 馬名     | 練馬師 | 名次 | 獨贏賠率 |
| -------------------- | -------------- | --------------------------------- | ---- | -------- | -------- | ------ | ---- | -------- |
| 初出賽               | 2005年11月20日 | 第四班 - 1400米                   | 草地 | 沙田馬場 | 神龍奏凱 | 文家良 | 10   | 99       |
| 首勝利               | 2006年4月23日  | 第二班 - 1600米                   | 草地 | 沙田馬場 | 糖果精英 | 告東尼 | 1    | 24       |
| 級際賽初出賽         | 2007年1月7日   | 三級賽 - 1000米（洋紫荊短途錦標） | 草地 | 沙田馬場 | 叻蝦王   | 告東尼 | 7    | 12       |
| 級際賽首勝利         | —              | —                                 | —    | —        | —        | —      | —    | —        |
| 一級賽初出賽         | 2007年4月9日   | 一級賽 - 1400米（女皇銀禧紀念盃） | 草地 | 沙田馬場 | 喜利多   | 告東尼 | 7    | 32       |
| 一級賽首勝利         | —              | —                                 | —    | —        | —        | —      | —    | —        |
| 四歲系列經典賽初出賽 | 2008年1月20日  | 一級賽 - 1600米（香港經典一哩賽） | 草地 | 沙田馬場 | 永旺財   | 告東尼 | 13   | 10       |
| 四歲系列經典賽首勝利 | —              | —                                 | —    | —        | —        | —      | —    | —        |